# Holy Brother/Saison 2010
Dieser Artikel listet Erfolge und Mannschaft des Radsportteams Holy Brother in der Saison 2010 auf.

## Mannschaft
| Name           | Geburtstag        | Nationalität        | Team 2009       |
| -------------- | ----------------- | ------------------- | --------------- |
| Lijun Bai      | 19. November 1988 | Volksrepublik China | Neoprofi        |
| Wenjie Liu     | 30. Juli 1983     | Volksrepublik China | Neoprofi        |
| Yuepeng Liu    | 2. Mai 1990       | Volksrepublik China | Neoprofi        |
| Ben Ma         | 1. Januar 1989    | Volksrepublik China | Neoprofi        |
| Longying Ma    | 10. Februar 1989  | Volksrepublik China | Neoprofi        |
| Baoxin Wei     | 11. Dezember 1991 | Volksrepublik China | Neoprofi        |
| Yandong Xing   | 20. März 1985     | Volksrepublik China | Trek-Marco Polo |
| Chunlong Zhang | 3. Oktober 1989   | Volksrepublik China | Neoprofi        |